# 티투스 페트로니우스 세쿤두스
티투스 페트로니우스 세쿤두스 (Titus Petronius Secundus, 서기 97년 사망)는 도미티아누스 황제 재위 기간인 94년부터 96년까지 친위대라고 알려진 로마 황제의 경호 부대의 사령관이었다. 친위대 사령관이 되기 앞서, 페트로니우스는 92년부터 93년까지 로마령 이집트의 총독으로 있었다.
이집트의 총독이었던 동안에, 페트로니우스는 많은 고대 로마인들이 목격했다고 전하는 현상 중 하나인 멤논의 거상이 노래하는 걸 들었다고 전해진다.
96년 9월 18일에 도미티아누스의 암살로 이어진 정치적 음모 사건에서 페트로니우스의 역할은 확실치 않다. Brian Jones는 "친위대 사령관의 지원이 분명하게 황제 암살범의 주된 관심사의 하나가 될 수 있었음에도, 고대 사료들은 페트로니우스가 연루된 다수의 정부 관료들 중에 하나라고 주장하는 현대의 자료들과 거의 일치하지 않는다."라고 언급하였다. 수에토니우스는 도미티아누스의 죽음에 대한 기술에서 페트로니우스 혹은 그의 동료인 티투스 플라비우스 노르바누스가 연루되어 있음을 분명하게 밝히지 못했다. 카시우스 디오는 "도미티아누스의 아내와 친위대 사령관 둘이 이 암살 계획을 알고 있었다고 전해졌다" 라며 간단히 기술하였다. 훨씬 후대의 저술가 에우트로피우스는 페트로니우스가 도미티아누스를 죽인 파르테니우스를 도왔다고 비판하였다.
네르바 황제의 즉위 때, 페트로니우스는 사령관직에서 해임되었다. John Grainger는 "이들은 한 황제에게 불충했었기에, 따라서 이들의 새로운 황제에 대한 충성심도 있었을 것이라 추정할 수 없었다"라고 평했다" 그럼에도 도미티아누스에 대한 지지는 군대에 강하게 남았는데, 그들은 죽은 황제를 신격화하도록 요구했다. 도미티아누스 황제에 관한 문제의 불만은 친위대 반란으로 이어졌으며, 카스페리우스 아일리아누스가 이끈 친위대 반군은 황궁을 포위하고 네르바가 도미티아누스 황제의 죽음에 대한 책임자들을 넘기도록 강요했다. 이 반란은 성공적이었고 페트로니우스는 친위대 병사들에게 살해당하고 만다.